# Aerocondor
Pour les articles homonymes, voir ATA.
Aerocondor, Aerocondor Transportes Aéreos, S.A. ou ATA (code AITA : 2B) était une compagnie aérienne portugaise qui relie Lisbonne à Vila Real et à Bragança.
À partir du 15 décembre 2004, elle a desservi également Agen depuis Orly-Sud, dans le cadre d'un contrat de service public de 3 ans, avec trois vols quotidiens, avec un ATR 42 de 46 places, basé à Agen. Ce contrat a été signé avec le Syndicat mixte pour l'aéroport départemental (SMAD). 
Aerocondor a cessé l'exploitation de la ligne Agen - Paris depuis le 23 avril 2007. Au début de 2007, perte de la liaison Porto Santo-Funchal,  Madère, Portugal. 
Entre 1989 et 2007, Aerocondor a été actif dans la lutte contre les incendies de forêt en coopération avec les pompiers portugais (SNB) et l’Association de l’industrie papetière (Celpa). Cela vaut à la fois pour lutter contre les incendies de forêt aigus, qui étaient exploités par Canadair CL 215 (Water Bomber) et Consolidated Vultee PBY-6A de la société CEGISA, ainsi que des vols d'observation pour le contrôle et la prévention précoces des incendies de forêt.
Aerocondor était également une école de pilotage au Portugal et une compagnie d'avion taxi.
La compagnie a fait faillite en 2009.

## Flotte
Sur la fin de la compagnie, la flotte était composée de :  
- ATR 42-300
- Dornier Do 228
- Short 360

## Galerie photographique

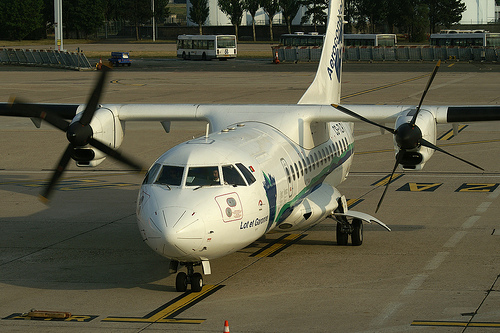
ATR 42 d'Aerocondor
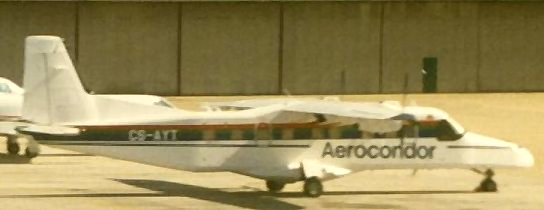
Dornier 228-200 en 1997
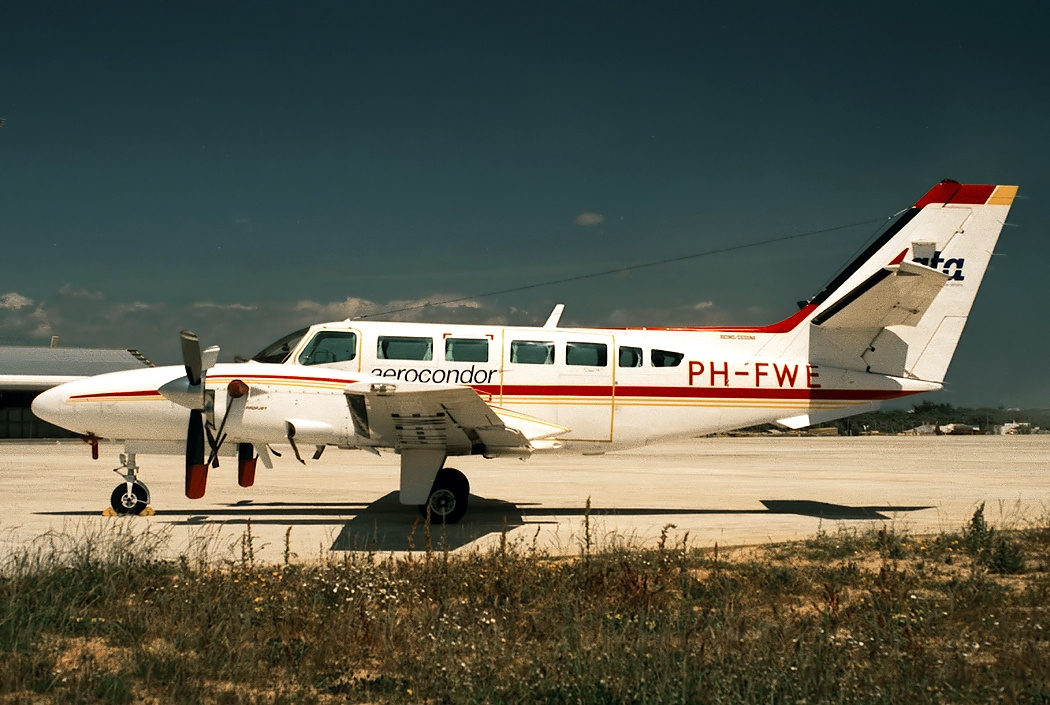
Reims F406 Caravan II en 1989
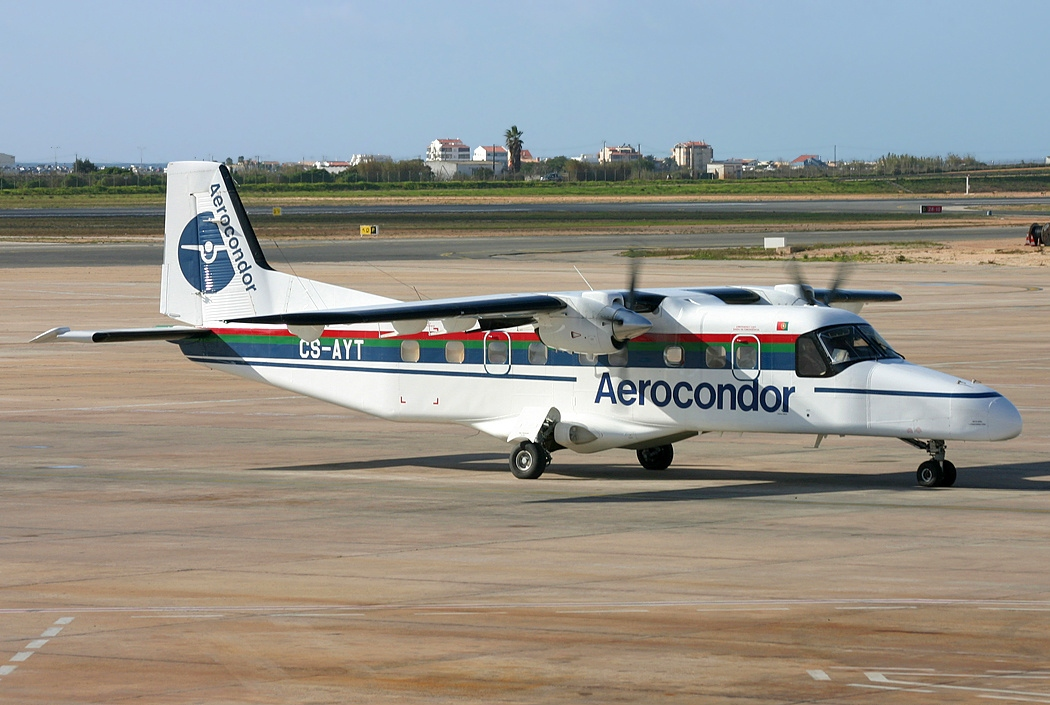
Dornier 228-201 en 2006
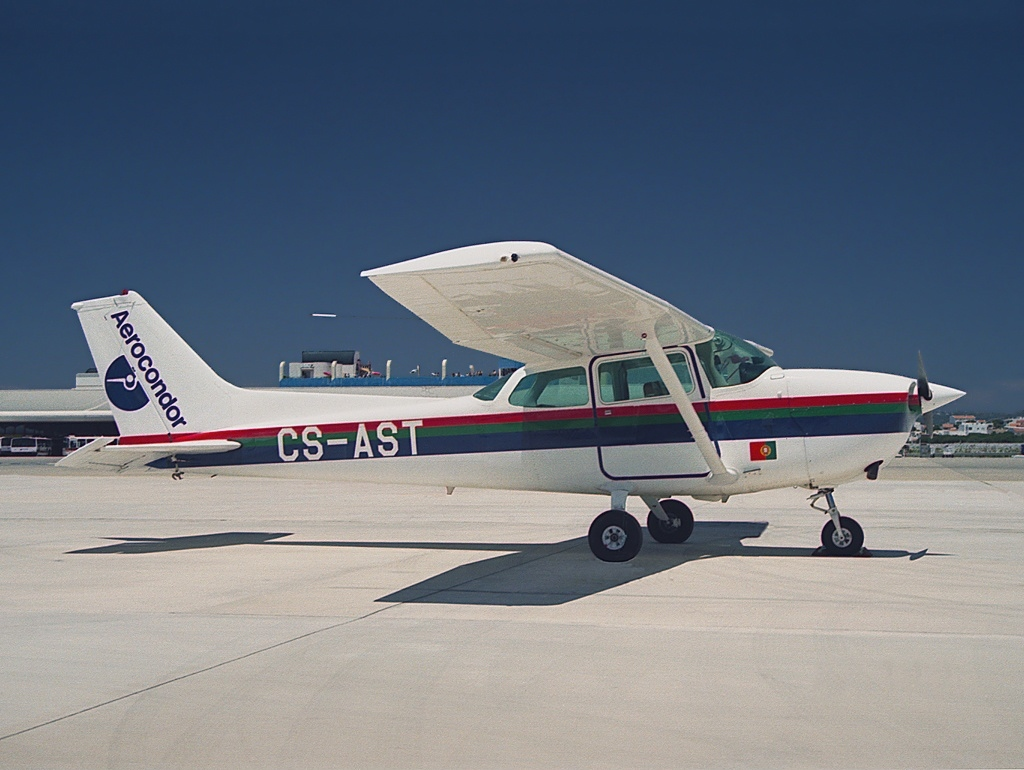
Cessna 172N de l'école de pilotage en 1993
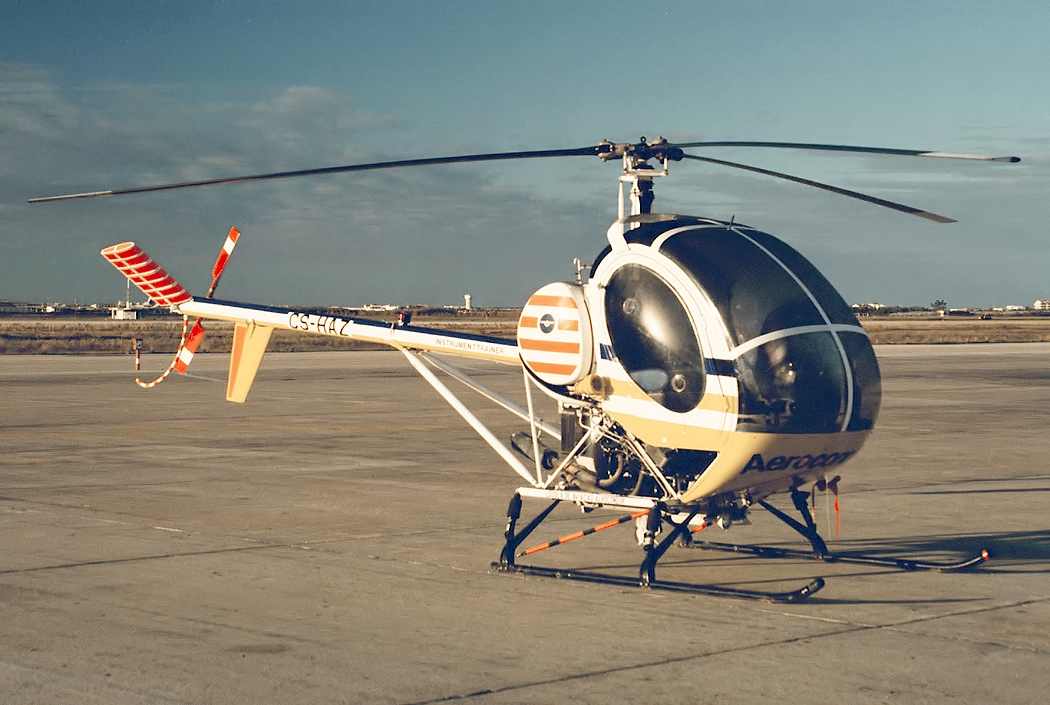
Hugues 300 de l'école de pilotage en 1990
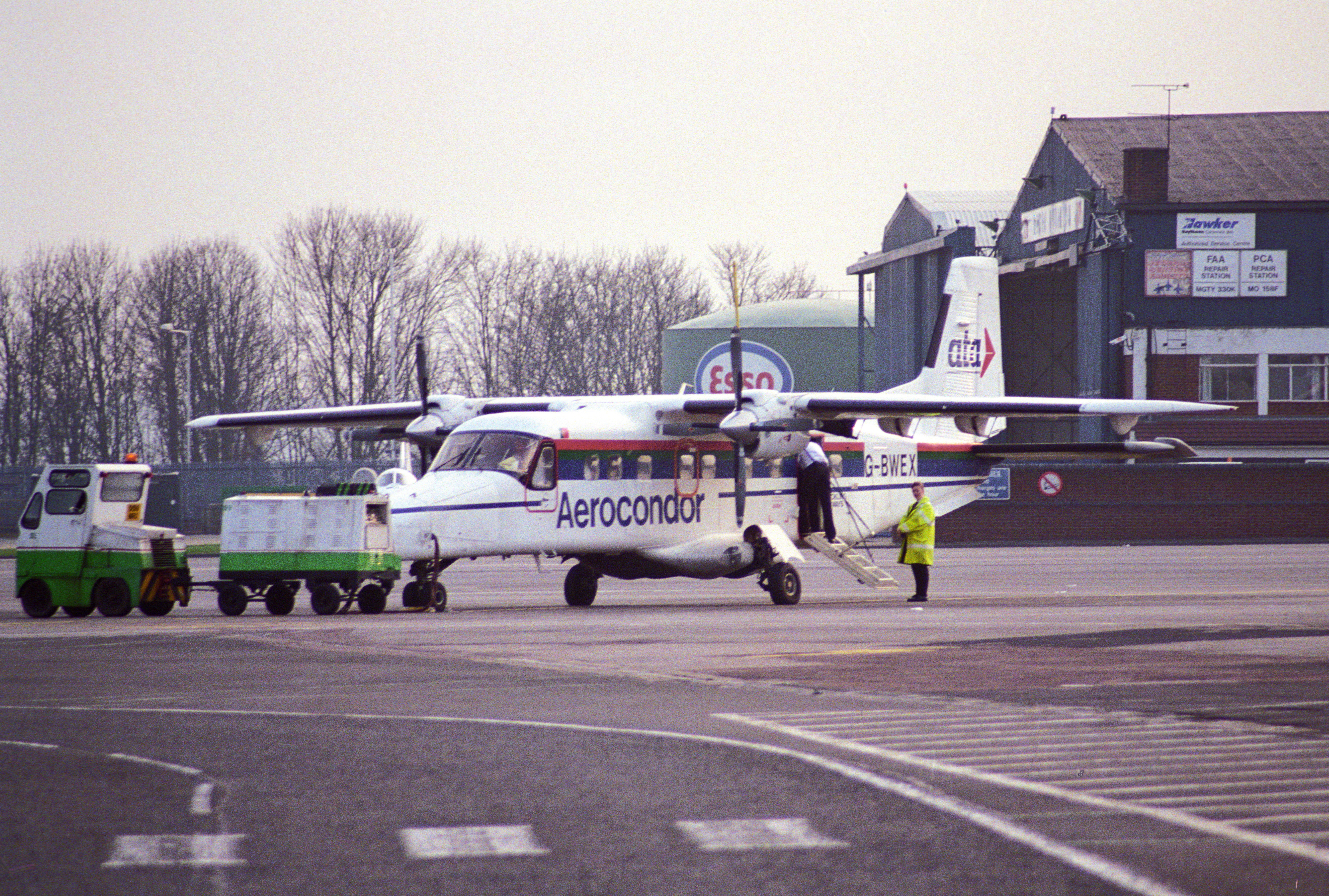
Dornier 228 en 1996 à Zürich
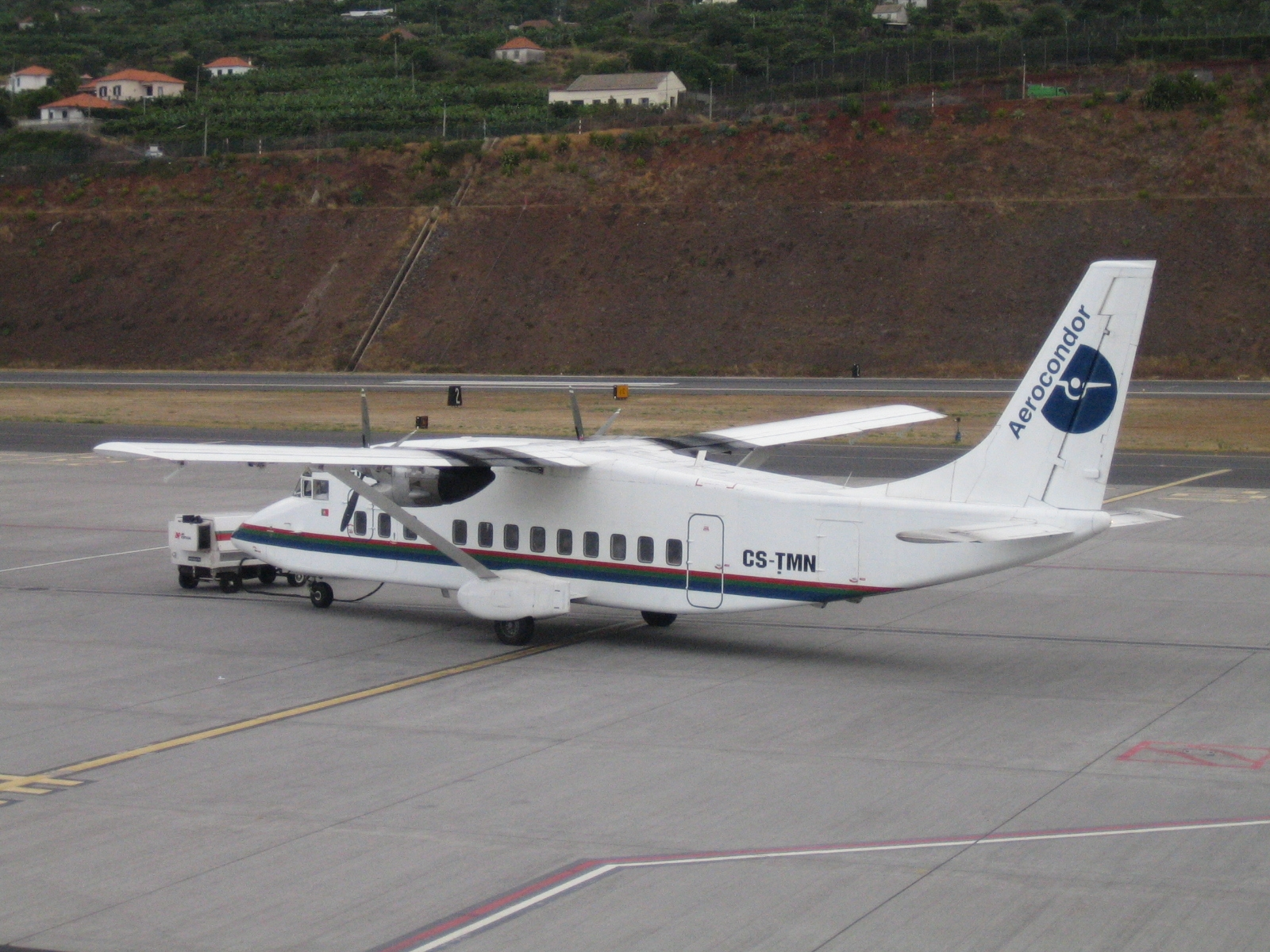
Shorts 360 en 2005